# Sonatine
En sonatine er et musikstykke, der minder meget om sonaten. Den følger sonate-formen, men er oftest kortere og profileret som et mindre stykke. Desuden er satserne i en sonatine skrevet sammen således at der sker en glidende overgang, og det er altså ikke på samme måde som i en sonate "tilladt" at lave et kortere ophold mellem satserne.